# Никола Никић
Никола Никић (Модрича, 7. јануар 1956) бивши је српски и југословенски фудбалер, тренутно фудбалски тренер.

## Играчка каријера
Каријеру је почео у Модричи након чега је прешао у Звијезду Градачац. Као добар нападач био је близу преласка у Челик Зеница али се у задњем тренутку предомислио и прелази у Жељезничар из Сарајева 1979. године. У својих пет сезона у клубу постао је један од најзначајнијих играча Жељезничара због своје брзине и доброг осећаја за гол. Године 1985. прелази у Арис у Грчкој где је играо до 1987. године. У сезони 1987/88. преселио се у солунски ПАОК и одиграо само 9 лигашких утакмица, након чега се враћа у Жељезничар. Играчку каријеру завршава у Модричи средином деведесетих година.
Са Жељезничаром је играо у финалу Купа Југославије 1981. године када су поражени од Вележа из Мостара. Највећи успех у каријери му је било полуфинале УЕФА купа 1985. године када је Жељезничар под водством Ивице Осима избачен од стране мађарског Видеотона. Добре игре из тог периода су му омогућиле ангажман у Грчкој.
У играчкој каријери је наступао за следеће клубове:
- Модрича Максима (1973—1976)
- ФК Звијезда Градачац (1976—1979)
- Жељезничар Сарајево (1979—1985)
- Егалео Атина (1985)
- ФК Арис Солун (1985—1987)
- Паок Солун (1987—1988)
- Жељезничар Сарајево (1988—1990)
- Челик Зеница (1990—1991)
- Борац Бања Лука (1992—1993)

Никада није наступао ни за једну репрезентацију некадашње Југославије.

## Тренерска каријера
Највећи тренерски успех му је увођење Модриче Максиме у Премијер лигу Босне и Херцеговине 2003. године. Након тога преузима Жепче и упоредо води репрезентацију Босне и Херцеговине до 19 године с којом је остварио доста лоше резултате. Од 11. јануара 2007. је водио репрезентацију Босне и Херцеговине до 21 године. Познат је по томе што је дао шансу да игра Едину Џеки, који је касније постао добар играч.
У богатој тренерској каријери је водио следеће клубове:
- Модрича Максима (1993—1998)
- Колубара Лазаревац (1998—2000)
- Модрича Максима (2000—2003)
- Жепче (2005—2007)
- Репрезентација БиХ до 18 (2004-2007)
- Репрезентација БиХ до 21 (2007-2008)
- Модрича Максима (2009—2010)
- Тошк Тешањ (2010-2011)
- Модрича Максима (2012—2013)
- Борац Шамац (2017—2018)
- Братство Грачаница (2018-)[6]

Био је спортски директор Модриче Максима од 2010.

## Приватно
Има троје деце, сина и две кћерке. Његов син Бранислав је такође фудбалер, једно време је играо у Грчкој. Занимљиво да је од малих ногу навијач Партизана.

## Успеси
- Жељезничар
  - Куп Југославије: финале 1980/81. (играч)
- Модрича
  - Прва лига Републике Српске: 1. место 2002/03. (тренер)